# Leurocerus ovivorus
Leurocerus ovivorus är en stekelart som beskrevs av Crawford 1911. Leurocerus ovivorus ingår i släktet Leurocerus och familjen sköldlussteklar. Inga underarter finns listade i Catalogue of Life.